# Acronyches plutactites
Acronyches plutactites är en tvåvingeart som beskrevs av Nelson Papavero 1971. Acronyches plutactites ingår i släktet Acronyches och familjen rovflugor.
Artens utbredningsområde är Costa Rica. Inga underarter finns listade i Catalogue of Life.